# Herbelles
Herbelles era un comune francese di 515 abitanti situato nel dipartimento del Passo di Calais nella regione dell'Alta Francia. Dal 1º settembre 2016 è comune delegato di Bellinghem.

## Storia

### Simboli
Lo stemma di Herbelles si blasonava:
Il comune aveva adottato nel 1996 come proprio stemma il blasone di Adrien de Laben che fu signore d'Herbelles nel XVII secolo, sostituendo il leone d'argento dei De Laben con un generico uccello.

## Società

### Evoluzione demografica
Abitanti censiti